# Jacobo Timerman
Jacobo ben Nathan Timerman (Bar (Oekraïne), 6 januari 1923 - Buenos Aires, 11 november 1999) was een Argentijnse journalist, uitgever, publicist en mensenrechtenactivist.

## Levensloop
Timerman, afkomstig uit een Joodse familie die in de jaren twintig vanuit Oekraïne naar Argentinië was verhuisd en zijn achternaam dankend aan het feit dat in de 16e eeuw zijn voorouders enige tijd in Nederland vertoefden, stelde in de jaren zeventig in La Opinión, een door hem in 1971 opgerichte krant van gematigd linkse signatuur, de schending van de mensenrechten en het antisemitisme in Argentinië aan de kaak. Dit had tot gevolg dat hij zelf in april 1977 werd gearresteerd en vervolgens gemarteld.
Uiteindelijk kwam hij in september 1979 vrij en werd op het vliegtuig naar Israël gezet. Hier schreef hij in 1981 een boek over zijn bevindingen tijdens zijn gevangenschap, Gevangene zonder naam zonder nummer (Engelse titel: Prisoner Without a Name, Cell Without a Number). Na de val van de junta keerde hij naar Argentinië terug en legde hij diverse getuigenissen af.
Jacobo Timerman overleed eind 1999 op 76-jarige leeftijd.

## Onderscheiding
In 1980 werd Timerman onderscheiden met de internationale Gouden Pen van de Vrijheid die jaarlijks door de World Association of Newspapers wordt toegekend.

## Werk
- Prisoner Without a Name, Cell Without a Number, 1981
- The Longest War, 1982 (over de Israëlische invasie in Libanon in 1982)
- Chile: Death in the South, 1987 (over het leven in Chili onder dictator Augusto Pinochet)

## Verfilming
Prisoner Without a Name, Cell Without a Number is in 1983 als televisiefilm uitgebracht met de Amerikaanse acteur Roy Scheider als Jacobo Timerman.